# Stare Dorohi
Stare Dorohi (biał. Старыя Дарогі, Staryja Darohi; ros. Старые Дороги, Staryje Dorogi) − miasto na Białorusi, w obwodzie mińskim, siedziba administracyjna rejonu starodoroskiego. 11,0 tys. mieszkańców (2010).
Znajduje tu się stacja kolejowa Stare Dorohi, położona na linii Osipowicze – Baranowicze.

## Historia
Podczas okupacji hitlerowskiej, w sierpniu 1941 roku Niemcy utworzyli getto dla żydowskich mieszkańców. Przebywało w nim około 800 osób. W lutym 1942 roku Niemcy zlikwidowali getto, a Żydów zamordowali w okolicy miasta. 